# Guiraut de Calanson

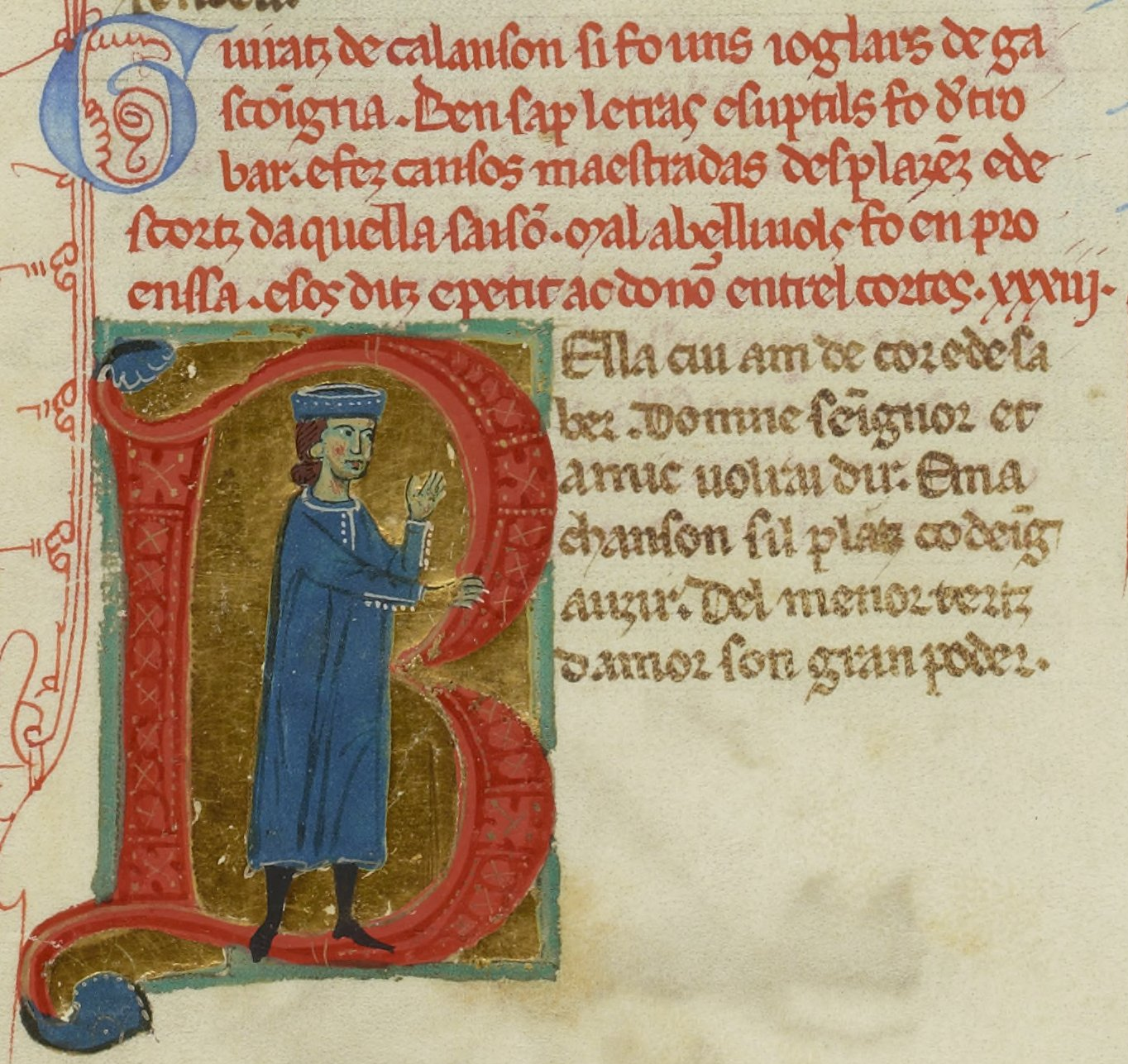
BnF ms. 854 fol. 142v; cançoner I

Guiraut de Calanson (fl....1202-1212...) fou un trobador occità.

## Vida
Es conserva una vida de Guiraut de Calanson que ens diu que era un joglar de Gascunya, però no s'ha trobat en la zona el topònim d'on podria venir el seu nom. La resta de la vida no és gaire elogiosa; tot i que diu que ben saup letras e suptils fo de trobar, continua dient que fez cansos maestradas desplazenz e descortz d'aquella saison ("feu cançons treballades i desplaents i descorts d'aquella època"). La vida acaba dient que no fou ben acollit a Provença ni ell ni els seus poemes i no fou honrat per la gent cortesa. Amb això es pot entendre que la vida el considera un trobador arcaic que ja no és admirat en el moment de la redacció de la vida o que tenia un estil gascó que no era admirat a Provença.
La cronologia del trobador s'estableix pels fets que dedica una cançó a Guilhem VIII de Montpeller, mort el 1202, i un planh per l'infant Ferran de Castella, fill d'Alfons VIII de Castella, mort l'octubre de 1211. El planh sembla escrit després de la batalla de Las Navas de Tolosa.
De les seves obres, la més coneguda és l'ensenhamen o sirventès Fadet juglar, fet a imitació del de Guerau III de Cabrera i que també és un catàleg de les obres de la literatura conegudes en aquell moment. Amb el de Guerau de Cabrera i el de Bertran de Paris, és un dels tres que s'ha conservat de la literatura trobadoresca. També ha estat objecte de l'atenció dels estudiosos la cançó al·legòrica Celeis cui am de cor e de saber, que, a més, fou comentada per Guiraut Riquier.

## Obra
- (243,1)[5] Ab la verdura (descort)
- (243,2) Celeis cui am de cor e de saber (cançó al·legòrica)
- (243,4) Ara s'es ma razos vouta
- (243,5) Bel semblan (descort)
- (243,6) Belh senher Dieus, quo pot esser sufritz (planh per Ferran de Castella)
- (243,7) El mon non pot aver
- (243,7a) Fadet juglar (sirventès / ensenhamen)
- (243,8) Li mey dezir
- (243,8a) Los grieus dezirs que⋅m solon far doler
- (243,9) Si tot l'aura s'es amara
- (243,10) Tan doussamen
- (243,11) Una doussa res benestan

### Repertoris
- Alfred Pillet / Henry Carstens, Bibliographie der Troubadours von Dr. Alfred Pillet […] ergänzt, weitergeführt und herausgegeben von Dr. Henry Carstens. Halle : Niemeyer, 1933 [Guiraut de Calanson és el número PC 243]
- Guido Favati (editor), Le biografie trovadoriche, testi provenzali dei secc. XIII e XIV, Bologna, Palmaverde, 1961, pàg. 321
- Martí de Riquer, Vidas y retratos de trovadores. Textos y miniaturas del siglo XIII, Barcelona, Círculo de Lectores, 1995 p. 106-107 [Reproducció de la vida, amb traducció a l'espanyol, i miniatures dels cançoners I i K]